# Gradski stadion u Kutini
Gradski stadion u Kutini je stadion u Kutini. Na njemu svoje domaće utakmice igra NK Moslavina iz Kutine. Stadion je kapaciteta 2 000 mjesta.